# Virgilio Conrero
Virgilio Conrero (Torino, 1º gennaio 1918 – Torino, 6 gennaio 1990) è stato un imprenditore italiano, costruttore e preparatore di auto da corsa, soprannominato "il mago".

## Biografia
Il padre Francesco era imprenditore di un'industria di ingranaggi a Torino. Morì nel 1932 per l'esplosione di una turbina a gas che distrusse l'azienda di famiglia e causò la morte di altre dodici persone.
Virgilio dovette lasciare la scuola e iniziare a lavorare, prima in un'azienda tipografica, poi come motorista per la Fiat Aviazione. 
Nel 1948 fu assunto dall'ingegnere Giovanni Savonuzzi per elaborare le automobili Cisitalia e per progettare vetture da corsa. In questo periodo fu soprannominato "il mago" per la sua abilità tecnica.
Nel 1952 fondò l'Autotecnica Conrero insieme a Savonuzzi.
A causa della mancanza di fondi, alla fine degli anni Cinquanta decise di smettere di costruire auto da corsa e di concentrarsi sulla preparazione dei motori.
Nel 1961 preparò il motore della De Tomaso F1 che partecipò al campionato mondiale di Formula 1.
Dal 1963 al 1968 fu preparatore ufficiale delle Alfa Romeo.
Fu anche consulente per Renault, Toyota, Mitsubishi e Honda e dal 1970 al 1986 fu preparatore ufficiale per la tedesca Opel, prima nelle gare su pista e poi nei rally: con una Ascona 400 preparata da Conrero Tony Fassina vinse il campionato italiano nel 1981 e quello europeo nel 1982
Morì a Torino nel 1990. La sua azienda è tuttora attiva nel settore dei prodotti per auto sportive.